# Pompilie Bors
Pompilie Bors (ur. 11 kwietnia 1954 w Klużu) – rumuński rugbysta, reprezentant kraju, działacz sportowy, prezes Federațiă Română de Rugby.

## Życiorys
W trakcie kariery występował w trzeciej linii młyna na pozycjach rwacza i wiązacza. Związany był z klubami Politehnica Cluj i CS Poli Agro Iași, po czym z Dinamo Bukareszt zdobył tytuł mistrza kraju.
W kadrze narodowej zadebiutował w zremisowanym spotkaniu z Junior All Blacks 30 sierpnia 1975 roku, a ostatni mecz rozegrał 22 kwietnia 1984 roku przeciwko Włochom. Przez dziewięć lat występów w reprezentacji wystąpił w dwudziestu testmeczach, jedyne punkty zdobywając poprzez przyłożenie w historycznej wygranej z Francją 23 listopada 1980 roku.
Studia prawnicze ukończył w 1996 roku. Był wiceprezesem Dinamo Bukareszt, menedżerem kadr narodowych oraz kierownikiem logistyki w rumuńskiej policji. W latach 1997–1999 członek zarządu Federațiă Română de Rugby i przewodniczący Komisji Apelacyjnej. W 2005 roku kandydował w wyborach na jej prezesa przegrywając z George’em Stratonem, stanowisko to objął natomiast w czerwcu 2011 roku po odejściu Alina Petrache do ministerstwa sportu. 8 lutego 2013 roku w głosowaniu na walnym zgromadzeniu związku ponownie został jego wiceprezesem.